# Joop Knottenbelt
Joannes Henricus "Joop" Knottenbelt (Lho' Seumawè (Nederlands-Indië), 25 oktober 1910 – Altea (Spanje), 26 februari 1998) was een Nederlands tennisspeler.

## Biografie
Knottenbelt groeide op in Kota Radja en later in zijn jeugd in Bussum. Hij was lid van tennisvereniging Het Spieghel. In 1927 werd hij Nederlands jeugdkampioen. Zowel in 1931 als in 1932 werd hij samen met Ody Koopman Nederlands kampioen in het heren dubbel. In 1931 (met Els Belzer) en in 1936 (met Truid Terwindt) werd Knottenbelt nationaal kampioen in het gemengd dubbel. In het enkelspel had hij mede door de hegemonie van Henk Timmer minder succes. 
In 1931, 1932, 1934 en 1936 nam Knottenbelt deel aan het Wimbledon-toernooi. In 1931 haalde hij in het enkelspel en heren dubbel (met Ody Koopman) de tweede ronde. In het gemengd dubbel kwam hij in 1932 met Madzy Rollin Couquerque tot de vierde ronde en in 1934 met de Britse Davinia Townsend tot de derde ronde. Joop Knottenbelt kwam in twee ontmoetingen met Nederland uit in de Davis Cup 1934. Tegen Monaco (4-1 winst) won hij zijn beide enkelspelen en tegen Zweden (3-2 winst) verloor hij twee keer. 
In 1937 vertrok hij samen met collega-tennisser en aanstaande zwager Dick Rinkel naar Nederlands-Indië, waardoor zijn sportloopbaan werd beëindigd. In Indië trad hij in dienst van de Atjeh-Handelsmaatschappij in Kota Radja, de plaats waar hij was opgegroeid. Terug in Nederland ging hij werken voor Philips. Vanaf de jaren vijftig tot 1970 woonde Knottenbelt op Curaçao, waar hij directeur was van Philips Antillana NV.. Vanaf 1970 tot zijn dood was hij woonachtig in Spanje bij Altea. 
Zijn broer en beide zussen waren eveneens actief op de tennisbaan. Anton Knottenbelt was een talentvol tennisser, maar kwam in 1932 op 19-jarige leeftijd om bij een ongeval. Truus Knottenbelt was tot haar huwelijk in 1938 met Dick Rinkel actief op nationaal niveau. Anna Koopmans-Knottenbelt was in 1950 Nederlands kampioen in het gemengd dubbel.
J.H. Knottenbelt overleed in 1998 op 87-jarige leeftijd in Spanje, waar hij op dat moment woonde.. Hij was gehuwd met Henny Ulrici (1916-1983). 